# Suore domenicane della Congregazione di Santa Caterina da Siena (Oakford)
Le Suore Domenicane della Congregazione di Santa Caterina da Siena, dette di Oakford (in inglese Dominican Sisters of The Congregation of St. Catherine Siena of Oakford), sono un istituto religioso femminile di diritto pontificio.

## Storia
La congregazione sorse per iniziativa del vescovo missionario Charles-Constant Jolivet, oblato di Maria Immacolata e vicario apostolico di Natal, che chiese alla superiora delle domenicane di King William's Town di inviare una comunità di suore nel suo distretto, a Oakford.
Le prime sette religiose, guidate da Mary Gabriel Foley, giunsero a Oakford il 30 marzo 1889. La comunità si rese presto autonoma dalla casa-madre e fu approvata come autonoma congregazione di diritto diocesano il 30 maggio 1890.
L'istituto, affiliato all'ordine domenicano dal 18 aprile 1915, ricevette il decreto di lode dalla congregazione di Propaganda fide il 18 novembre 1926 e le sue costituzioni furono approvate definitivamente il 2 gennaio 1948.

## Attività e diffusione
Le domenicane di Oakford si dedicano al lavoro missionario mediante l'istruzione della gioventù, l'assistenza agli ammalati e le opere di carità.
Oltre che in Sudafrica, le suore sono presenti in Germania, nel Regno Unito e negli Stati Uniti d'America; la sede generalizia è a Bedfordview.
Alla fine del 2011 la congregazione contava 157 religiose in 25 case.